# Іоаннівська фортеця
Іоаннівська фортеця (Фортеця святого Іоанна) — перша з фортець, споруджена у 1731 році за зразковим проектом фортець Української лінії. Розташована в селі Іванівське, Берестинського району, Харківської області. Названа на честь святого Іоанна (Івана).
При фортеці знаходився Перший батальйон Бєльовського ландміліцейського полку (2-й батальйон цього полку розміщувався в Бєльовській (Десятій) фортеці).

## Історія
Перша з побудованих фортець Української лінії.
| | \| ... У тому 1731 році, 23 червня, під час перебуванні Генерала Графа Богемського, фон-Вейзбаха, при молебному співі і гарматній стрілянині, закладена перша фортеця на річці Берестовий, вище гирла річки Берестовеньці по системі Вобана ... ... Імператриця Анна Іванівна вказала новозакладену першу фортецю іменувати фортецею святого Іоанна, в ім'я блаженної пам'яті Великого Государя Царя і Великого Князя Іоанна Олексійовича ... \| Оригінальний текст (рос.) …В том 1731 году, 23 июня, при бытности Генерала Графа Богемского, фон-Вейзбаха, при молебном пении и пушечной пальбе, заложена первая крепость на реке Берестовой, выше устья речки Берестовеньки по системе Вобана……Императрица Анна Иоанновна указала новозаложенную первую крепость именовать крепостью святого Иоанна, во имя блаженныя памяти Великого Государя Царя и Великого Князя Иоанна Алексеевича… |
| ... У тому 1731 році, 23 червня, під час перебуванні Генерала Графа Богемського, фон-Вейзбаха, при молебному співі і гарматній стрілянині, закладена перша фортеця на річці Берестовий, вище гирла річки Берестовеньці по системі Вобана ... ... Імператриця Анна Іванівна вказала новозакладену першу фортецю іменувати фортецею святого Іоанна, в ім'я блаженної пам'яті Великого Государя Царя і Великого Князя Іоанна Олексійовича ... | |

Фортеця розташована на височині, в межиріччі Берестової і Берестовеньки. При виборі місця будівництва раціонально використані річкові перепони, що стратегічно посилило фортецю. Знаходиться на центральній ділянці лінії між Орловською і Бєльовською фортецями, з якими з'єднувалася валом і ровом. На південному сході від фортеці збереглася ділянка цього валу, а з північного заходу є його сліди.
У фортеці розмістився 1-й батальйон одного з 20 ландміліційних полків, який був сформований у місті Бєльові Тульської губернії Білгородським військовим столом, отримавши від назви міста Бєльова назву Бєльовський. Сусідня Десята фортеця, в якій розміщувався 2-й батальйон того ж полку, в 1738 році дістала назву Бєльовської.
В 1770 році піхотні ландміліційські полки увійшли до складу армії, а сам Український корпус було скасовано. З 11 ландміліційних полків чотири зберегли свої назви (33-й Єлецький, 34-й Севський, 70-й Ряський та 71-й Бєльовський), решта увійшли до складу інших полків. 71-й Бєльовський піхотний полк проіснував під своєю первісною назвою до кінця існування Російської імперії.

## Архітектура фортеці
Фортеця земляна, майже квадратна в плані, з чотирма бастіонами. У північній куртині розташований в'їзд до фортеці, західна і південна — посилені равелінами, спрямованими в бік річок Берестової та Берестовеньки. Висота фортечного валу близько 10 м. Фортеця була оточена сухим ровом, первісна глибина якого становила понад 4 м. Площа фортечного двору близько 1,5 га. У центральній частині двору збереглися залишки колодязя, по западинах простежується також місцезнаходження будівель.

## Геральдика

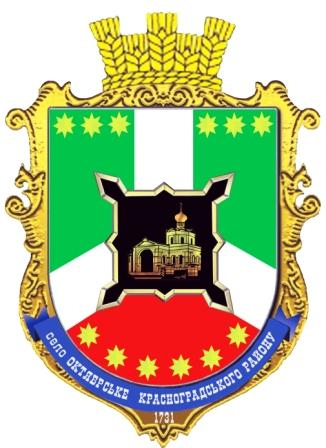
Герб села Іванівське

Фортеця святого Іоанна є центральною фігурою гербу села Іванівське (Красноградського району). На гербі фортеця має чорний колір та жовту облямівку. Усередині фортеці зображена церков Пресвятої Богородиці.

## Також
- Українська лінія